# Morton (Pensilvania)
Morton es un borough ubicado en el condado de Delaware en el estado estadounidense de Pensilvania. En el año 2000 tenía una población de 2,715 habitantes y una densidad poblacional de 2,896.7 personas por km².

## Geografía
Morton se encuentra ubicado en las coordenadas 39°54′38″N 75°19′38″O / 39.91056, -75.32722

## Demografía
Según la Oficina del Censo en 2000 los ingresos medios por hogar en la localidad eran de $13,031 y los ingresos medios por familia eran $22,001. Los hombres tenían unos ingresos medios de $0 frente a los $10,000 para las mujeres. La renta per cápita para la localidad era de $25,408. Alrededor del 6.4% de la población estaba por debajo del umbral de pobreza.